# Herrenhaus Hornow

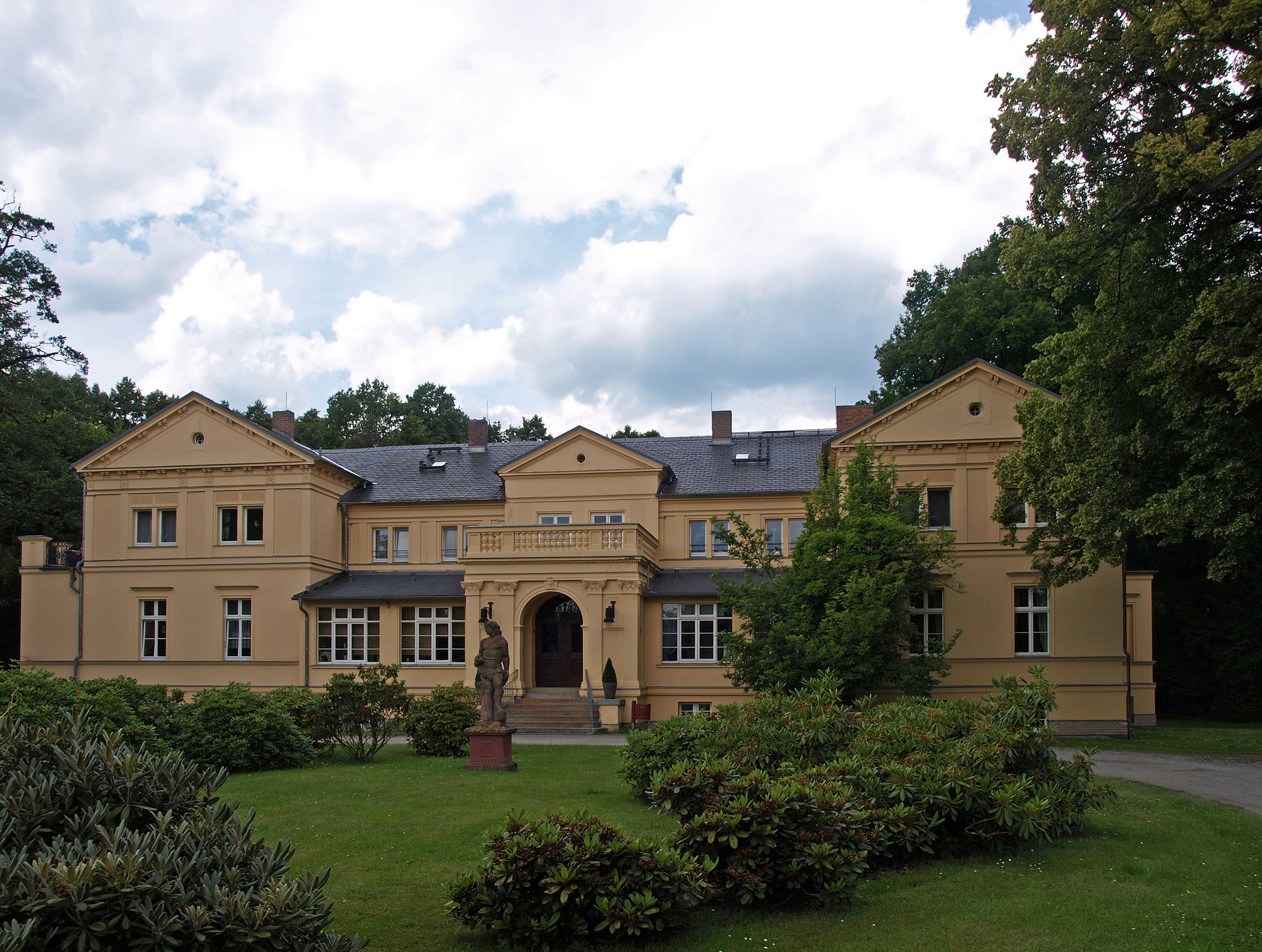
Herrenhaus Hornow (2014)

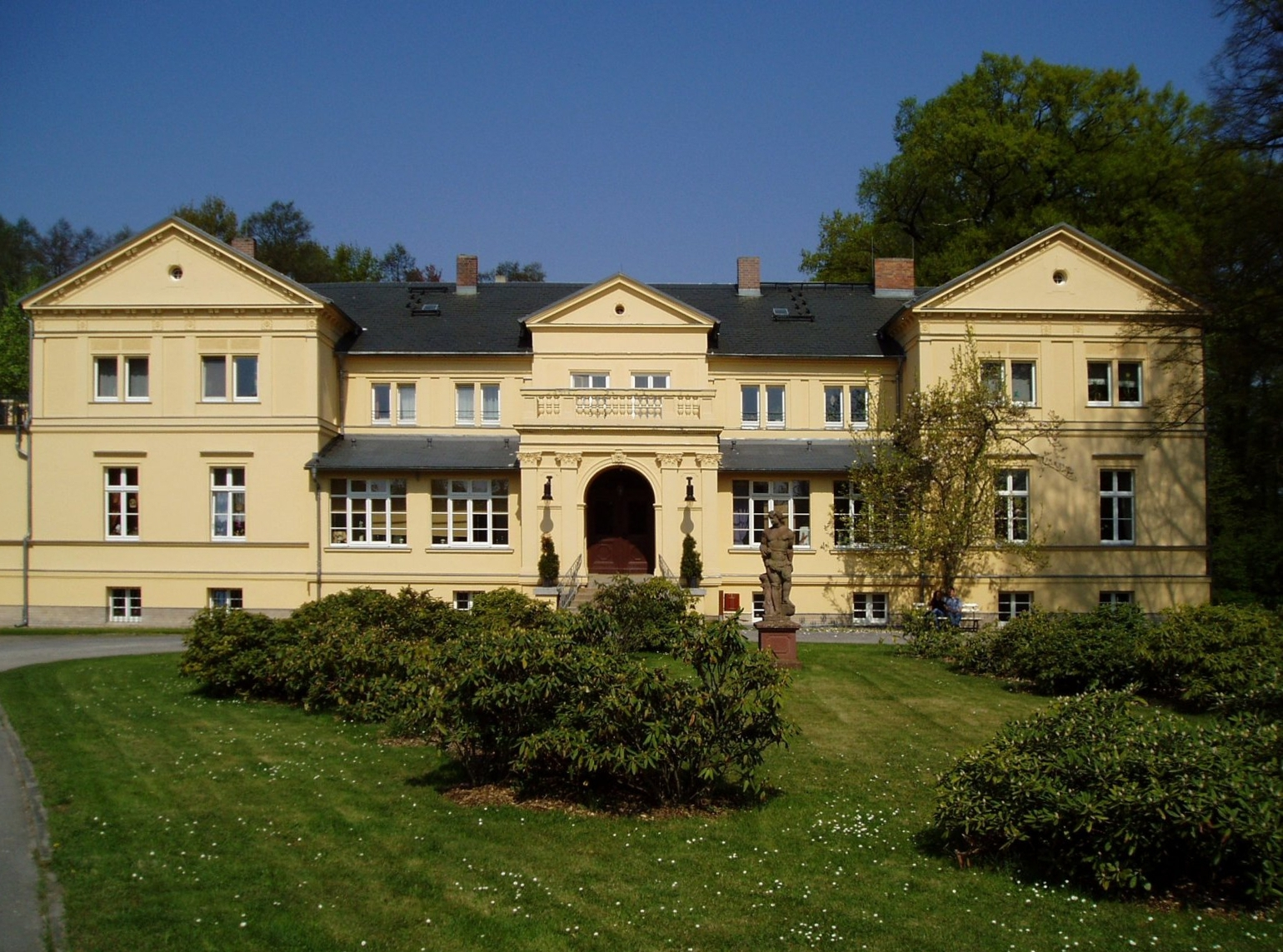
Herrenhaus Hornow (2011)

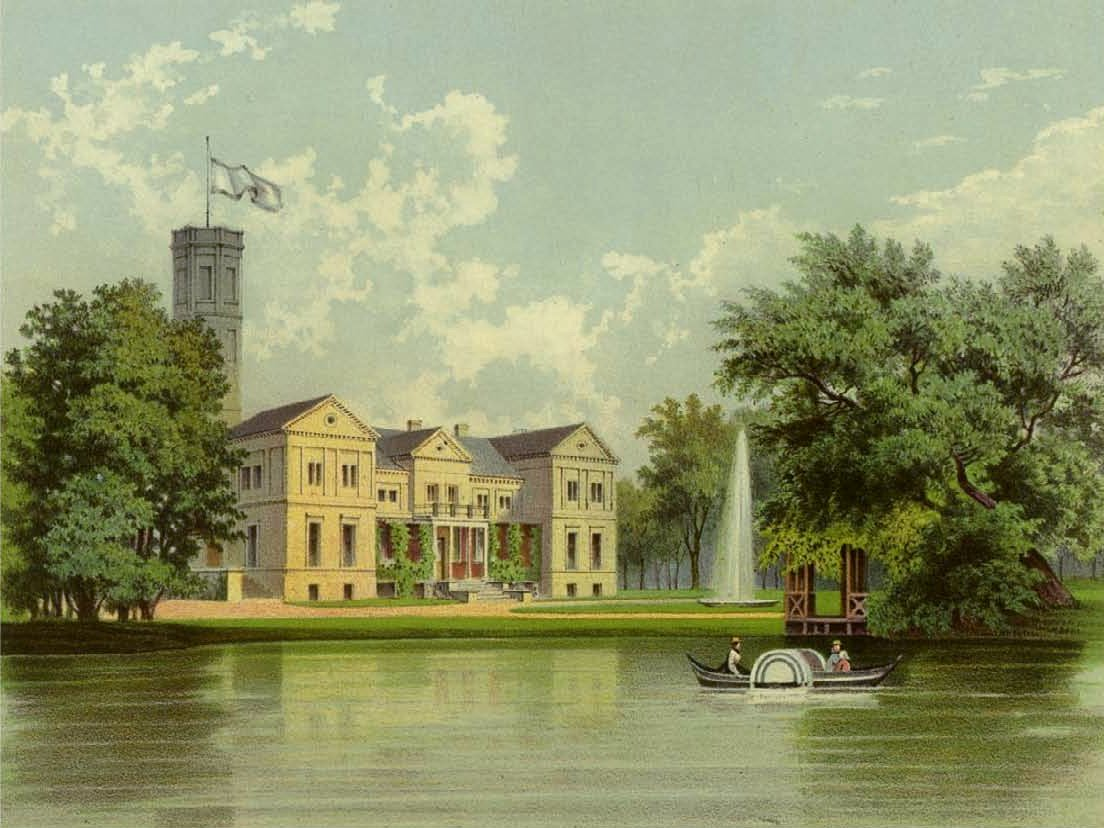
Gut Hornow, Gemälde aus der Sammlung Alexander Dunckers (19. Jahrhundert)

Das Herrenhaus Hornow, auch Schloss Hornow genannt, ist ein früheres Gutshaus im Ortsteil Hornow der Stadt Spremberg im Landkreis Spree-Neiße in Brandenburg. Das Gebäude zählt zu den Baudenkmalen in der Denkmalliste des Landes Brandenburg. Das Herrenhaus wurde zeitweise als Gemeindezentrum genutzt und gehört heute dem „Kulturverein Hornow“.

## Geschichte
Das Gut Hornow wurde am 24. August 1436 erstmals urkundlich erwähnt. Es gehörte damals den Herren von Gersdorff und kam im Laufe der Zeit über mehrere Besitzerwechsel im Jahr 1855 in den Besitz des Fürsten Hermann von Pückler-Muskau. Dieser verkaufte es nur sechs Jahre später an die Familie Wilkins. Das Herrenhaus wurde im Jahr 1864 gebaut und im Jahr 1903 durch den damaligen Besitzer Erwin Wilkins umgebaut und modernisiert. 1937 erfolgte ein weiterer Umbau des Gebäudes. 1944 war die schwedische Botschaft kurzzeitig nach Hornow ausgelagert, im folgenden Jahr wurde das Herrenhaus während der Schlacht um Berlin von Soldaten der Roten Armee besetzt. Nach dem Ende des Zweiten Weltkrieges wurde Erwin Wilkins Witwe Maria im Rahmen der Bodenreform in der Sowjetischen Besatzungszone enteignet.
Ab 1946 wurden zunächst Heimatvertriebene in dem Herrenhaus untergebracht, im Jahr 1948 wurde im Gebäude ein Kindergarten eingerichtet. Dieser wurde 1975 um acht Plätze erweitert. 1981 wurde der Schlosspark und ein Jahr später auch das Herrenhaus unter Denkmalschutz gestellt. Nach der Wiedervereinigung wurde der Kindergarten im Jahr 1995 geschlossen. Zwei Jahre später wurde das Dach des Herrenhauses saniert; 1998 wurde es offiziell als „Herrenhaus mit Park und Erbbegräbnis“ in die Denkmalliste des Landes Brandenburg aufgenommen. Im Jahr 2005 wurde die Restaurierung des Innenraumes abgeschlossen. Seitdem wurde das ehemalige Herrenhaus bis 2017 als Gemeindezentrum genutzt. Heute wird es durch den Kulturverein Hornow betrieben und kann unter anderem für Hochzeiten gebucht werden.

## Architektur
Das Herrenhaus Hornow ist ein zweigeschossiger Putzbau aus Ziegelmauerwerk mit einem H-förmigen Grundriss im Stil des Spätklassizismus. Das Gebäude hat einen sechsachsigen Mittelbau und zweiachsige Seitenflügel. Der hervorgehobene Eingangsbereich hat eine darüber liegenden Balustrade, das Eingangsportal ist rundbogig mit einer vorgelagerten Freitreppe. An den Seiten ist der Bereich mit Pilastern gegliedert. Der Mittelrisalit sowie die beiden quer ausgerichteten Seitenflügel sind mit Dreiecksgiebeln abgeschlossen. Die Fassade ist im unteren Geschoss durch ein Sohlbankgesims und im oberen Geschoss mit einem Gurtgesims gegliedert.
Auf der Parkseite befindet sich eine halbrunde Terrasse mit einer zweiflügeligen Freitreppe. Der südwestliche Seitenflügel ist um zwei Achsen erweitert. Das Gebäude ist mit Satteldächern überzogen. Nördlich und westlich des Herrenhauses erstreckt sich ein Landschaftspark mit der Erbbegräbnisstätte der Familie Wilkins. Im südwestlichen Teil des Parks befindet sich ein Schlossteich.